# Zanesville (Ohio)
Pour les articles homonymes, voir Zanesville.
La ville de Zanesville est le siège du comté de Muskingum, dans l’État de l'Ohio, aux États-Unis. Sa population s’élevait à 25 487 habitants lors du recensement de 2010, estimée à 25 388 habitants en 2017.

## Histoire
Le nom de la localité provient de celui d'Ebenez Zane, un pionnier qui s'est installé dans la région en 1797, à l'endroit où la route nommée Zane's Trace rejoint la rivière Muskingum.

## Géographie
Selon les données du Bureau du recensement des États-Unis, Zanesville a une superficie de 29,8 km2 (soit 11,5 mi2), dont 29,1 km2 (soit 11,2 m2) en surfaces terrestres et 0,7 km2 (soit 0,3 mi2) en surfaces aquatiques.

## Personnalité liée à la ville
- Casey DeSantis est née à Zanesville en 1980.
- Nancy Stewart est née à Zanesville en 1878.

## Bâtiments remarquables
Le “Y-Bridge” est un pont à trois voies qui enjambe le confluent des rivières Licking et Muskingum.  Inscrit au registre national des lieux historiques, c'est l'un des rares ponts de ce type aux États-Unis. La forme unique de ce pont à trois voies facilite son identification depuis un avion.